# Estrecho de la Reina Carlota
El estrecho de la Reina Carlota (en inglés, Queen Charlotte Strait) es un estrecho marino que se encuentra entre la costa noreste de la isla de Vancouver y la costa continental de la Columbia Británica, en Canadá.

## Geografía
El estrecho de la Reina Carlota conecta el sound de la Reina Carlota (Queen Charlotte Sound) y el estrecho de Johnstone. Forma parte del Pasaje Interior (Inside Passage), la vía marítima que permite navegar desde el sureste de Alaska al estado de Washington evitando las difíciles aguas del océano Pacífico. Via el estrecho de Johnstone se puede llegar al pasaje Discovery y luego al estrecho de Georgia y el Puget Sound. 
Según el «BC Geographical Names Information System» (BCGNIS), el límite norte del estrecho se define como una línea que va desde el cabo Sutil, en el extremo norte de la isla de Vancouver, al cabo Caution, en el continente. El límite sur del estrecho es descrito como «varios estrechos canales al norte y este de la isla Malcolm».
Ambas riberas del estrecho pertenecen al Distrito Regional del Monte Waddington. 

## Historia
El 6 de agosto de 1792, el HMS Discovery, al mando del capitán británico George Vancouver entró en el estrecho en la conocida expedición Vancouver (1791-95). Vancouver hizo mención a que en 1786, S. Wedgeborough, comandante del buque mercante Experiment, llamó Queen Charlotte's Sound a la parte marítima situada entre el archipiélago de Haida Gwaii (antigua archipiélago de la Reina Carlota) y el estrecho de Johnstone, en honor de Carlota de Mecklemburgo-Strelitz, esposa del rey George III, que se convirtira en la abuela de la Reina Victoria de Inglaterra. Vancouver adoptó el nombre en sus mapas e informes, aunque hoy día hay dudas de si podría haber sido nombrado anteriormente por el británico James Strange, un comerciante de pieles.
Durante algún tiempo al estrecho de la Reina Carlota se llamó Queen Charlotte Sound, hasta 1920, cuando el BCGNIS y el Servicio Hidrográfico distinguieron entre estrecho y sound: el tramo situado entre la isla de Vancouver y el continente se llamó oficialmente estrecho de la Reina Carlota (Queen Charlotte Strait), mientras que el resto de las aguas entre el norte de la isla de Vancouver y las islas de la Reina Carlota , mantuvieron el nombre de Sound de la Reina Carlota (Queen Charlotte Sound').